# Bolitoglossa capitana
Bolitoglossa capitana е вид земноводно от семейство Plethodontidae. Видът е критично застрашен от изчезване.

## Разпространение
Разпространен е в Колумбия.

## Описание
Популацията на вида е намаляваща.